# Pičín
Pičín (německy Pitschin) je obec v okrese Příbram ve Středočeském kraji, asi 7 km severovýchodně od Příbrami. Žije zde 642 obyvatel.
V severním výběžku území obce leží vrch a přírodní rezervace Kuchyňka.

## Historie
První písemná zmínka o obci pochází z 20. listopadu roku 1289, kdy se uvádí zdejší farář Petr. To znamená, že ve vsi již stál kostel. Název obce se tehdy psal Pičina, pochází tedy buď z latinského slova piscina – rybník, jelikož je v okolí množství rybníků; nebo ze staroslověnského pěčina, tedy hezké místo.

## Obecní správa

### Části obce
- Pičín (k. ú. Pičín)

Součástí obce jsou také základní sídelní jednotky Vršek a Žírovy. K obci patří také Hřebeny a Chlum.
Sousedními obcemi sídla jsou Hostomice, Suchodol, Kotenčice, Trhové Dušníky, Hluboš, Čenkov a Buková u Příbramě.

### Územněsprávní začlenění
Dějiny územněsprávního začleňování zahrnují období od roku 1850 do současnosti. V chronologickém přehledu je uvedena územně administrativní příslušnost obce v roce, kdy ke změně došlo:
- 1850 země česká, kraj Praha, politický i soudní okres Příbram[6]
- 1855 země česká, kraj Praha, soudní okres Příbram
- 1868 země česká, politický i soudní okres Příbram
- 1939 země česká, Oberlandrat Tábor, politický i soudní okres Příbram[7]
- 1942 země česká, Oberlandrat Praha, politický i soudní okres Příbram[8]
- 1945 země česká, správní i soudní okres Příbram[9]
- 1949 Pražský kraj, okres Příbram[10]
- 1960 Středočeský kraj, okres Příbram
- 2003 Středočeský kraj, okres Příbram, obec s rozšířenou působností Příbram

### Starostové
- Josef Mezera (2010–2014)
- Lenka Kupková (od 2014)

## Společnost

### Rok 1932
V obci Pičín (přísl. Žirovy, 554 obyvatel, katol. kostel) byly v roce 1932 evidovány tyto živnosti a obchody: 4 hostince, 2 kováři, 2 krejčí, 2 obuvníci, 3 obchody s ovocem, pekař, 5 obchodů s lahvovým pivem, řezník, pojišťovací jednatelství, sadař, 4 obchody se smíšeným zbožím, Spořitelní a záložní spolek pro Pičín, tesařský mistr, 2 trafiky, trhovec, velkostatek.

## Pamětihodnosti
- Kostel Narození Panny Marie
- Nad rybníkem Příkop původně středověká pičínská tvrz založená ve třináctém století. Dlouhou dobu sloužila jako panské sídlo majitelů vesnice, mezi něž patřili zejména příslušníci rodu Bechyňů z Lažan. Po roce 1740 ztratila svou funkci a byla přestavěna na sýpku.[12]
- Barokní sochy sv. Jana Nepomuckého a Antonína
- Pomník letcům z roku 1924

### Zaniklé stavby
V obci stál poutní areál svatého Antonína Paduánského, jehož součástí byla kaple Božího hrobu, postavená podle vzoru chrámu Božího hrobu v Jeruzalémě.

## Doprava

### Dopravní síť
Do obce vedou silnice III. třídy. Železniční trať ani stanice na území obce nejsou.

### Autobusová doprava 2024
Autobusovou dopravu v obci Pičín zajišťuje společnost Arriva Střední Čechy. Obec je součástí Pražské integrované dopravy (PID). V obci se nachází zastávka Pičín a Pičín,U Hřbitova. Dříve se v obci nacházela také zastávka Pičín,Revoluční a v Žírovech zastávka Pičín,Žírovy. Autobusová linka 392 zajišťuje spojení z Prahy ze Smíchovského nádraží přes Voznici, Dobříš, Rosovice, Bukovou u Příbramě, Pičín, Kotenčice, Suchodol, Občov a končí v Příbrami.

## Osobnosti
- Vítězslava Klimtová (1941–2016), výtvarnice a spisovatelka žila a tvořila v Pičíně, kde také založila pohádkové muzeum strašidel
- (Ignác) Hynek Kubát (1871–1948), rodák z Pičína, kladenský hudební pedagog, zakladatel Kladenské filharmonie, žák Antonína Dvořáka, otec hobojisty a pedagoga Adolfa Kubáta[13]
- Jindřich Vohánka (* 1922), rodák z Pičína, textilní výtvarník